# Kiri Te Kanawa
Kiri Te Kanawa, née le 6 mars 1944 à Gisborne  en Nouvelle-Zélande, est une soprano néo-zélandaise d’origine māori. En 1981, environ 600 millions de téléspectateurs ont pu la voir chanter « Let the Bright Seraphim » de Haendel lors du mariage de Charles, prince de Galles, et de Lady Diana Spencer.

## Biographie
Kiri Te Kanawa est issue des iwi (tribu) Ngati Maniapoto et Ngāti Porou. Elle est adoptée durant sa petite enfance et on sait très peu de choses de ses parents biologiques. Encore très jeune, elle devient une animatrice populaire dans des clubs de Nouvelle-Zélande.
Elle étudie le chant avec sœur Mary Leo, le professeur de chant le plus connu de Nouvelle-Zélande. Elle commence une carrière de mezzo-soprano, puis sa voix évolue vers la tessiture de soprano. Son enregistrement du Chœur des nonnes de l’opérette de Strauss Casanova est le premier disque d'or de Nouvelle-Zélande.
En 1965, elle gagne le concours de chant Mobil, auquel participent des chanteurs de tous styles, jazz, pop ou classique, avec un air de Tosca de Puccini. Le prix est une bourse d’études qui lui permet d'entrer en 1966 au London Opera Study Centre, une école de formation de chanteurs d'opéra qui a existé entre 1963 et 1978, dans l'ancien cinéma Troxy sur Commercial Road (en) dans l'East End Borough of Stepney de Londres. Elle ne s'y plaît pas.
En 1971, Kiri Te Kanawa fait ses débuts à Covent Garden dans le rôle de la Comtesse des Noces de Figaro de Mozart. En 1974, elle chante pour la première fois au Metropolitan Opera de New York, remplaçant Teresa Stratas au dernier moment, dans le rôle de Desdémone d’Otello.
Dans les années 90, elle participe à l'Oratorio de Liverpool que l'ex Beatle Paul McCartney et le Chef d'orchestre Carl Davis ont composé pour les 150 ans de l'orchestre royal philharmonique de Liverpool. Elle y interprète Mary dans la composition de McCartney.
Les années suivantes, elle chante à Chicago, Paris, Sydney, Vienne, Milan, San Francisco, Munich et Cologne, ajoutant les rôles de Donna Elvira, Pamina et Fiordiligi à ses autres rôles italiens, comme Mimi de La Bohème. Dotée d'une voix avec peu de vibrato, favorisant la mélodie et la beauté du chant plutôt que l'expressivité, Kiri Te Kanawa a une affinité particulière avec les héroïnes de Richard Strauss : la Maréchale du Chevalier à la Rose, la Comtesse de Capriccio et Arabella.
En 1979, Joseph Losey la choisit pour le rôle de Donna Elvira dans son film Don Giovanni.
En 1984 elle participe,  avec José Carreras, à l'enregistrement de West Side Story, dirigé par son compositeur Leonard Bernstein, en chantant le rôle de Maria.
Couverte d’honneurs, elle a reçu les principales décorations du Royaume-Uni (dont l'anoblissement), d’Australie et de Nouvelle-Zélande et des doctorats honoris causa de plusieurs universités.
Kiri Te Kanawa se fait rare sur les scènes d’opéra depuis les représentations de Vanessa de Samuel Barber à l'opéra de Los Angeles en 2004, mais elle continue de donner des récitals. Elle s'est notamment produite à Londres en décembre 2008 aux côtés de José Carreras. 
En 2010, elle apparait en duchesse de Krakentorp (rôle essentiellement parlé) dans La Fille du régiment au Metropolitan Opera aux côtés de Diana Damrau: elle y insère un tango. Te Kanawa n'avait pas chanté d'opéra sur la scène du Met depuis les représentations de Capriccio en 1998. Elle chante encore la Maréchale du Chevalier à la rose à Cologne pour deux représentations, la dernière, le 17 avril 2010, étant présentée comme ses adieux définitifs à la scène.
Elle fait une apparition télévisée en 2014 dans un épisode de la série historique Downton Abbey (saison 4), en interprétant le rôle de Nellie Melba, célèbre cantatrice australienne. À cette occasion elle chante l'air d’O mio babbino caro, de Puccini, ainsi que l'air des Chansons que ma mère me chantait d'Antonín Dvořák.
En septembre 2017, elle annonce mettre fin définitivement à sa carrière.

## Discographie partielle
- Bernstein - West Side Story (Maria) - Leonard Bernstein (Deutsche Grammophon)
- Mozart - Così fan tutte (Fiordiligi) - Orchestre philharmonique de Vienne - James Levine (Deutsche Grammophon)
- Mozart - Così fan tutte (Fiordiligi) - Orchestre de l'Opéra du Rhin - Alain Lombard (Erato)
- Mozart - Don Giovanni (Donna Elvira) -  Orchestre du Royal Opera House - Sir Colin Davis (Philips)
- Mozart - Don Giovanni (Donna Elvira) -  Orchestre et chœurs de l'Opéra de Paris - Lorin Maazel (Sony classical, initialement CBS lengendary records)
- Mozart - Les Noces de Figaro (La Comtesse) - Orchestre philharmonique de Londres - Georg Solti (Decca)
- Mozart - Le Directeur de théâtre - Orchestre philharmonique de Vienne - John Pritchard (Decca)
- Mozart - La Flûte enchantée (Pamina) - Academy of Saint Martin in the Fields - Neville Marriner (Philips Classics)
- Mozart - Airs de concert - Wiener Kammerorchester, Gyorgy Fischer (Decca)
- Puccini - Manon Lescaut - (Manon) - Orchestre du Teatro Comunale de Bologne - Riccardo Chailly (Decca)
- Puccini - La Rondine - (Magda) - Orchestre symphonique de Londres - Lorin Maazel (Sony Music)
- Puccini - Tosca (Floria Tosca) - National Philharmonic Orchestra - Georg Solti (Decca)
- Strauss - Arabella (Arabella) - Orchestre du Royal Opera House - Jeffrey Tate (Decca)
- Strauss - Le Chevalier à la Rose (La Maréchale) - Staatskapelle de Dresde - Bernard Haitink (EMI)
- Strauss - Quatre derniers Lieder - Orchestre symphonique de Londres - Andrew Davis (Sony)
- Strauss - Quatre derniers Lieder - Georg Solti (Decca)
- Verdi - Otello - (Desdémone) - Georg Solti (Decca)
- Richard Wagner - Tannhäuser, opera, WWV 70 pour la Bande originale du film Meeting Venus  (Philharmonia Orchestra /Mareck Janowsky )-1991
- Michel Legrand - Magic ~ Kiri Sings Michel Legrand [Songs Composed & Conducted By Michel Legrand] (1992)

Dame Kiri Te Kanawa fera étape avec bonheur également dans la chanson populaire. Plusieurs albums en témoignent ( Blue skies, Merry Christmas with Kerry ), certains sont entièrement voués à un compositeur distinct, George Gershwin, Cole Porter, Michel Legrand. Elle rencontrera aussi, pour un album et une série de concerts, André Prévin, prodige d'Hollywood, qui bouleversa en son temps le film musical. Enfin Dame Kiri assoira pour jamais sa réputation dans les  Chants d'Auvergne de Joseph Canteloube.

## Vidéographie partielle
- Johann Strauss - Die Fledermaus - (Rosalinde) - Placido Domingo (Nvc Arts - Warner Music Vision dvd 2008) 1984 Covent Garden
- Strauss - Arabella - (Arabella) - Orchestre du Metropolitan Opera - Christian Thielemann (Deutsche Grammophon)
- Mozart - Le nozze di Figaro - (La contessa) - Wiener Philharmoniker - Karl Böhm - Mise en scène Jean-Pierre Ponnelle (Deutsche Grammophon) 1975-76.